# 新谷勝
新谷 勝（しんたに まさる、1928年2月3日 - 2000年5月7日）は、日系カナダ人の空手達人。カナダで和道流の空手のスタイルを導入し、新谷和道会空手連盟を設立。

## 人物
カナダのブリティッシュコロンビア州 バンクーバー生まれ。
亡くなるまで彼はカナダの和道会空手の最高指導者。新谷は50年以上にわたり空手の研究に専念した。柔道（3段）、合気道（初段）、剣道（初段）にも取り組む。
師大塚から新谷に受け継がれていく3つのグループが和登流空手を教え続けている。
- 新谷和道会空手道連盟（SWKKF） - 約94のクラブを代表する3つのグループの中で最大の団体。
- カナダ和道空手協会 - 12クラブを代表。
- 世界会議空手新谷